# Arborophila ardens
Arborophila ardens este o specie de păsări din familia Phasianidae. Este endemică pe Insula Hainan, China. Habitatele sale naturale sunt pădurile primare veșnic verzi. Este amenințată de pierderea habitatului și a fost clasificată ca specie vulnerabilă⁠(d).

## Taxonomie
Această specie a fost descrisă de Styan⁠(d) în 1892. Este monotipică.

## Descriere
O astfel de pasăre are lungimea de 26–28 cm. Masculul cântărește aproximativ 300 g, iar femela cântărește aproximativ 237 g. Capul este negricios și există o pată albă pe acoperitoarele urechilor și un superciliu albicios. Coroana și ceafa sunt brune închis, cu pete negre. Părțile superioare sunt brune-măslinii și au solzi negri. Gâtul și părțile laterale ale gâtului sunt negricioase, iar în jurul părții inferioare a gâtului există un guler portocaliu. Părțile inferioare sunt cenușii, iar partea centrală a burții este de o nuanță de galben-brun. Aripile sunt brune cu tentă cenușie. Ciocul este negru, ochii sunt căprui, iar picioarele sunt de culoare roșiatică monotonă. Femela este mai mică și mai puțin deschisă la culoare decât masculul.

## Răspândire și habitat

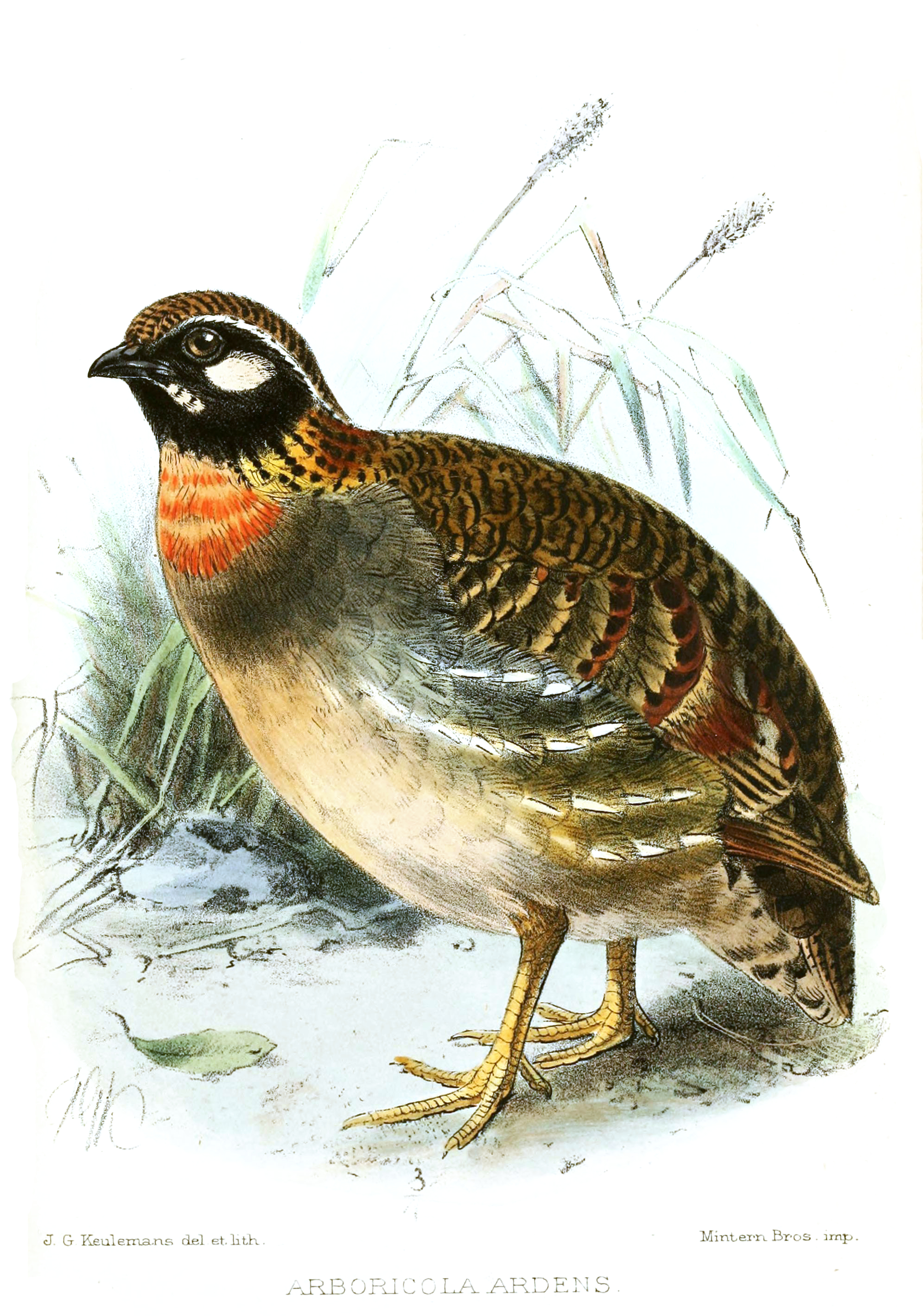
O ilustrație a unei păsări din specia A. ardens

Arborophila ardens este endemică în Hainan, deși există semnalări nefondate din Guangxi. Habitatul său sunt pădurile primare veșnic verzi care sunt de foioase sau mixte (deopotrivă de conifere și de foioase), de la altitudini de 600–1.600 m. Se găsește și în pădurile care s-au recuperat de pe urma exploatării forestiere.

## Comportament și ecologie
Există puține informații despre comportamentul acestei păsări. Se presupune că se comportă ca și alte specii din genul său. Au fost observate păsări singure, perechi și stoluri. Mănâncă melci și semințe. Vocalizarea sa este formată din două note repetate, curpinzând ju-gu ju-gu ju-gu. Uneori, o a doua pasăre scoate note singure scurte.

## Stare de conservare
Populația a fost estimată la 2.500–9.999 de păsări mature. Probabil că a existat o scădere rapidă a numărului de specimene din cauza pierderii habitatului. Din 2002 au fost descoperite noi populații și au fost protejate mai multe păduri, așa că este posibil ca scăderea să fi încetinit. Specia este amenințată de tăierea pădurilor pentru cherestea și agricultură și de vânătoarea ilegală. Schimbările climatice ar putea fi, de asemenea, o amenințare. Din cauza populației sale mici care este și în scădere și a arealului său mic, Uniunea Internațională pentru Conservarea Naturii a clasificat specia A. ardens drept specie vulnerabilă⁠(d). În China, A. ardens este o specie protejată la nivel național. Din cei 660 km² de habitat adecvat, 410 km² se află în rezervații naturale, cum ar fi Rezervația Națională Națională Hainan Bawangling, Jianfengling, Wuzhishan, Diaoluoshan Limushan și Nanweiling.